# Сан Виђилио (Бреша)
Сан Виђилио је насеље у Италији у округу Бреша, региону Ломбардија.
Према процени из 2011. у насељу је живело 3380 становника. Насеље се налази на надморској висини од 220 м.